# Le cose cambiano (film)
Le cose cambiano (Things Change) è un film del 1988 diretto da David Mamet. Il film mescola dramma e commedia, tracciando un ritratto satirico della mafia e del mondo della malavita in generale.
Il film è interpretato da Don Ameche e Joe Mantegna, che hanno vinto la Coppa Volpi per la migliore interpretazione maschile al Festival di Venezia.

## Trama
Gino è un ex lustrascarpe ormai anziano che in cambio di denaro si assume la responsabilità di un omicidio di mafia. Affiancato al gangster Jerry, Gino si concede un'ultima vacanza prima di andare in carcere, dove tra vari equivoci viene scambiato per un temibile boss.

## Riconoscimenti
- Mostra del cinema di Venezia
  - miglior interpretazione maschile (Don Ameche e Joe Mantegna)